# Neopanorpa fimbriata
Neopanorpa fimbriata är en näbbsländeart som beskrevs av George W. Byers 1999. Neopanorpa fimbriata ingår i släktet Neopanorpa och familjen skorpionsländor. Inga underarter finns listade i Catalogue of Life.